# Sydafrikas Grand Prix 1972
Sydafrikas Grand Prix 1972 var det andra av tolv lopp ingående i formel 1-VM 1972.  

## Resultat
1. Denny Hulme, McLaren-Ford, 9 poäng
2. Emerson Fittipaldi, Lotus-Ford, 6
3. Peter Revson, McLaren-Ford, 4
4. Mario Andretti, Ferrari, 3
5. Ronnie Peterson, March-Ford, 2
6. Graham Hill, Brabham-Ford, 1
7. Niki Lauda, March-Ford
8. Jacky Ickx, Ferrari
9. François Cévert, Tyrrell-Ford
10. Dave Walker, Lotus-Ford
11. Henri Pescarolo, Williams (March-Ford)
12. Clay Regazzoni, Ferrari
13. Rolf Stommelen, Eifelland-Ford
14. Helmut Marko, BRM
15. Chris Amon, Matra
16. John Love, Team Gunston (Surtees-Ford)
17. Carlos Pace, Williams (March-Ford)

### Förare som bröt loppet
- Howden Ganley, BRM (varv 70, för få varv)
- Andrea de Adamich, Surtees-Ford (69, för få varv)
- Peter Gethin, BRM (65, för få varv)
- Jean-Pierre Beltoise, BRM (61, motor)
- Jackie Stewart, Tyrrell-Ford (45, växellåda)
- Mike Hailwood, Surtees-Ford (28, upphängning)
- Carlos Reutemann, Brabham-Ford (27, bränslesystem)
- Tim Schenken, Surtees-Ford (9, motor)
- Dave Charlton, Scuderia Scribante (Lotus-Ford) (2, bränslepump)

### Förare som ej startade
- William Ferguson, Team Gunston (Surtees-Ford) (Bilen övertogs av John Love)
- William Ferguson, Team Gunston (Brabham-Ford)